# Musaranya fosca d'Uganda
La musaranya fosca d'Uganda (Crocidura selina) és una espècie de mamífer eulipotifle de la família de les musaranyes (Soricidae) que viu a Uganda i, possiblement també Kenya. Pot veure's potencialment amenaçada per la fragmentació dels boscos a Uganda i Kenya.